# ستيف فارلي
ستيف فارلي (بالإنجليزية: Steve Farley)‏ هو سياسي أمريكي، ولد في 24 ديسمبر 1962 في آبلاند في الولايات المتحدة. حزبياً، نشط في الحزب الديمقراطي. وقد انتخب عضو مجلس ولاية أريزونا وانتخب عضو مجلس نواب أريزونا.